# Banai (Karang Baru)
Banai is een bestuurslaag in het regentschap Aceh Tamiang van de provincie Atjeh, Indonesië. Banai telt 428 inwoners (volkstelling 2010).